# Arquena
Arquena (em latim: Archene), segundo Plínio, o Velho, Ariaca (em grego: Αριακη; romaniz.: Ariakē), segundo Calístenes, ou Hárquia (em armênio: Հարք; romaniz.: Hark), segundo a Geografia de Ananias de Siracena (século VII), foi um gavar (cantão) da província de Turuberânia, no Reino da Armênia. Com uma dimensão de 2 245 quilômetros quadrados, centrava-se na cidade de Manazacerta (atual Manzicerta). Besnúnia e Corcorúnia, outros cantões de Turuberânia, devem ter feito parte de Arquena. Fazia parte dos domínios da família Manavázio, uma das casas principescas da Armênia. Durante o reinado de Cosroes III (r. 330–339), o rei ordenou que os Manavázios fossem exterminados e Arquena foi concedida ao bispo de Manazcerta. Em 591, o imperador Maurício recebeu vastas porções da Armênia sassânida em compensação da ajuda militar prestada ao xainxá Cosroes II (r. 590–628). Todos os distrito que compunham Turuberânia foram incluídos na província recém-fundada da Armênia Interior.